# Чуньків
Чунькі́в — село в Україні, у Кадубовецькій сільській громаді Чернівецького району Чернівецької області.

## Населення
За переписом 1900 року було 1939 га угідь (з них 1878 га оподатковуваних: 1759 га ріллі, 14 га лук, 37 га садів, 93 га пасовищ і 84 га лісу), було 3 фільварки. Селяни мали 1186 га землі, а до панських дворів належало 753 га землі. Були 367 будинків (349 у селі, 2 на хуторі Гордищин і 16 на хуторі На Гаярнинець), православна парафіяльна церква, трикласова народна школа, позичкова каса, акушерка, поштова скринька; проживали 1525 осіб (15 римокатоликів, 2 грекокатолики, 1429 православних, і 69 юдеїв; 1444 українці, 5 румунів, 7 поляків і 69 «німців», якими записувались євреї), були 134 коні, 173 голови великої рогатої худоби, 417 овець та 232 свині. А на фільваркових землях було 20 будинків, проживали 124 мешканці (3 римокатолики, 23 грекокатолики, 23 православні, 74 юдеї і 1 атеїст; 46 українців, 76 «німців» і 1 поляк), були 121 кінь, 166 голів великої рогатої худоби, 97 овець і 33 свині.
Населення села 1414 осіб за даними перепису 2001 року.

### Перепис населення Румунії 1930
Національний склад населення за даними перепису 1930 року у Румунії:
| Національність | Кількість осіб | Відсоток |
| -------------- | -------------- | -------- |
| українці       | 1740           | 94,87 %  |
| євреї          | 57             | 3,11 %   |
| поляки         | 23             | 1,25 %   |
| румуни         | 8              | 0,44 %   |
| вірмени        | 6              | 0,33 %   |

Мовний склад населення за даними перепису 1930 року:
| Мова       | Кількість осіб | Відсоток |
| ---------- | -------------- | -------- |
| українська | 1740           | 94,87 %  |
| їдиш       | 50             | 2,73 %   |
| польська   | 29             | 1,58 %   |
| румунська  | 8              | 0,44 %   |
| німецька   | 7              | 0,38 %   |

Згідно з переписом УРСР 1989 року чисельність наявного населення села становила 1420 осіб, з яких 613 чоловіків та 807 жінок.
За переписом населення України 2001 року в селі мешкало 1414 осіб.

### Мова
Розподіл населення за рідною мовою за даними перепису 2001 року:
| Мова       | Відсоток |
| ---------- | -------- |
| українська | 99,86 %  |
| молдовська | 0,07 %   |
| російська  | 0,07 %   |

## Особистості
У Чунькові 1868 року народилася Євгенія Ярошинська — українська письменниця, етнограф і педагог.